# Dominique Reyal
Dominique Reyal (29 settembre 1982) è un ex calciatore francese martinicano, di ruolo attaccante.

## Carriera

### Nazionale
Ha debuttato in Nazionale il 12 febbraio 2003, nell'amichevole Barbados-Martinica (3-3), gara in cui ha siglato la rete del momentaneo 1-1 al 6º minuto di gioco. Ha partecipato, con la maglia della Nazionale, alla CONCACAF Gold Cup 2003. Ha collezionato in totale, con la maglia della Nazionale, 8 presenze e tre reti.

## Palmarès

### Club

#### Competizioni nazionali
- Campionato martinicano di calcio: 1

Club Franciscain: 2003-2004
- Coppa della Martinica: 1

Club Franciscain: 2003-2004